# The Sims 3
The Sims 3 — однокористувацька відеогра в жанрі симулятора життя, розроблена студією Maxis під керівництвом дизайнера ігор Рода Хамбла і видана компанією Electronic Arts. У США гра вийшла 2 червня 2009 для операційних систем персональних комп'ютерів — Windows і mac OS X. У 2010 році відбувся випуск симулятора для ігрових приставок PlayStation 3, Xbox 360 і Wii. При розробці консольної версії був використаний той же ігровий двигун, що і у The Sims 3 для ПК. Однак версія симулятора для Nintendo 3DS, що випущена 25 березня 2011, має більш просту графіку.
Гравець керує одним або декількома персонажами, піклується про їх добробут, розвиває їхні навички, зміцнює зв'язки з іншими персонажами, просуває по кар'єрних сходах і облаштовує житловий будинок. У грі відсутня сюжетна лінія, і ви граєте до тих пір, поки ваш рід повністю не зникне.
Розробка третього симулятора повною мірою почалася в 2006 році, під керівництвом Рода Хамбла. Це також перша гра серії The Sims, в розробці якої не брав участь Вілл Райт, основоположник The Sims і The Sims 2. Основне завдання розробників полягало в створенні відкритого ігрового світу, якого не було в The Sims 2, що в свою чергу було її найсерйознішим недоліком. Симулятор був в основному позитивно оцінений критиками. Вони визнали перевагу гри перед другою частиною і похвалили її за відкритий ігровий світ, поліпшені візуальні ефекти та вдосконалену поведінку персонажів. Серед основних недоліків було відзначено наявність безлічі так званих «будівель-болванок», усередині яких не можна спостерігати за діями персонажів, якщо вони увійдуть в будівлю, а також якість графіки, яка не покращилась у порівнянні з другою частиною.
Після свого випуску, The Sims 3 стала найбільш успішним за кількістю продаж симулятором в історії комп'ютерних ігор, побивши рекорд своєї попередниці The Sims 2. Так, за перший тиждень після випуску третього симулятора, було продано 1,4 мільйона його копій. Водночас The Sims 3 побила рекорд за кількістю завантажень піратських копій, що потрапили в інтернет за два тижні до офіційного випуску гри. The Sims 3 залишається найбільшою частиною франшизи The Sims з випущеними 11 доповненнями та 9 каталогами. Продовження лінійки — The Sims 4 було випущено 2 вересня 2014.

## Сюжет
Гра є віртуальною пісочницею, в якій гравець може керувати життям персонажів. У базовому симуляторі без доповнень доступне містечко під назвою Сансет Веллі (англ. Sunset Valley), яке, за сюжетом гри, було засноване сім'ями Ґот і Ландґрааб, але пізніше туди оселилася родина Альто, що призвело до конфлікту між сім'ями. У місті проживає 26 сімей, багато персонажів були запозичені з попередніх частин ігор The Sims, зокрема в Сансет Веллі проживають багато персонажів з «Містечка 1» гри The Sims і Плесантв'ю (англ. Pleasantview), із The Sims 2, а події, що відбуваються, представляють собою приквел попередніх частин. Зокрема з'являються персонажі, які ще не постаріли або вже померли від старості в першому або другому симуляторі. Наприклад, подружня пара Ґот (англ. Goth) — Корнелія (англ. Cornelia) і Ґюнтер (англ. Gunther), яка виховує свого сина — маленького Мортімера (англ. Mortimer Goth). Сім'я живе у великому вікторіанському особняку, а на його задній ділянці поховані члени сім'ї Ґот і Крамплботтом (англ. Crumplebottom) по материнській лінії. Сам маленький Мортімер знаходиться в дружніх відносинах з Беллою Холостяк (англ. Bella Bachelor), яка у всесвіті The Sims і The Sims 2, будучи дорослою, стане його дружиною. Белла, в свою чергу, живе разом з батьками — Джокасто (англ. Jocasta) та Шімус (англ. Simis), а також зі старшим братом Майклом (англ. Michael). Мати Джокасто приділяє багато часу вихованню своїх дітей, тому вони відрізняються своєю зразковою поведінкою серед інших маленьких сімів. Інша сім'я — Тесла (англ. Langerak) складається з париː Дастіна (англ. Dustin) і Ліани (англ. Lliana), а також їхніх дітей — Паркера (англ. Parker) і Кейлен (англ. Kaylynn). Крім цього, з родиною живе Зельда Мае (англ. Zelda Mae), що працює музикантом. Наймолодший член сім'ї — Кейлен Тесла (англ. Kaylynn Langerak), стане прибиральницею і коханою Дона Лотаріо (англ. Don Lothario) у Плесантв'ю з The Sims 2. В одному з сучасних особняків живе молода вдова Аґнес Крамплботтом (англ. Agnes Crumplebottom), яка нещодавно втратила свого чоловіка і отримала у спадок його великий маєток. Жителі містечка намагаються уникати і її і сам особняк. Сама Аґнес збиралася завести дитину і в будинку все ще залишилася дитяча недороблена кімната. У «Містечку 1» з The Sims вона стане озлобленою літньою дамою, відомою під ім'ям Міс Крамплботтом. На вершині пагорба розташовані два розкішних маєтки, в одному з яких живуть Ландґрааб, чиє прізвище не раз згадувалось у попередніх серіях The Sims.
Окрім персонажів з попередніх ігор The Sims, в містечку проживає безліч нових сімей, наприклад сім'я Альто (англ. Alto), що набули багатства завдяки обманам і махінацій, і чий особняк стоїть на горі поряд із будинком Ландґраабів. Віта (англ. Vita) і Нік (англ. Nick) Альто самі по собі є лихими персонажами, але їхня донька Холлі (англ. Holly) виявилася доброю людиною і ні з ким не конфліктує, на відміну від своїх батьків. Самі Альто і Ландґрааб ворогують між собою. В іншій родині — Матері-Одиначки (англ. Single Moms household), під одним дахом живе Фіона Макайріш (англ. Fiona McIrish) разом зі своєю донькою — Рівер (англ. Рівер). Фіона нещодавно впустила до себе жити подругу Моллі Френч (англ. Molly French) з її маленькою донькою Сенді (англ. Sandi), які в свою чергу залишилися без будинку. У родини малий грошовий бюджет. Крім перерахованих вище сімей та персонажів, у Сансет Веллі проживає безліч самотніх персонажів.

## Ігровий процес

### Основний
Сенс гри полягає в управлінні сім'єю, яка може складатися максимум з восьми віртуальних людей — сімів (англ. sims). The Sims 3 не прив'язана до сюжетної лінії і теоретично персонажами можна управляти вічно. Гра лише переривається, коли єдиний або останній керований сім на ділянці вмирає з якої-небудь причини, тоді є можливість вибрати іншу керовану сім'ю. Основна мета гравця полягає в постійному задоволенні основних потреб персонажів. Інша мета полягає у пошуку постійного джерела доходу; вдосконаленні навичок персонажів, і зміцненні їх зв'язків з іншими сімами. Окрім цього гра дозволяє будувати будинки і облаштовувати кімнати, у яких живуть чи житимуть персонажі. При управлінні сім'єю можна перемикатися між двома основними режимами: життя, де гравець безпосередньо управляє діями сімів і редактором будівництва/купівлі меблів, щоб побудувати будинок та облаштувати його меблями на грошові кошти родини (тоді час для сімів зупиняється і вони «застигають» на місці). Також є режим зйомок, що дозволяє робити фотографії або знімати відеоролики з симулятора. Доба в грі триває 24 хвилини, однак час можна прискорити в кілька разів, наприклад, коли персонаж спить або працює. Доба плавно змінюються вночі, вранці, вдень і ввечері.
При запуску нової гри, гравець за замовчуванням потрапляє у район Сансет Веллі. Коли гравець завантажує містечко, йому доступні два режими: «Налаштування гри» і «Зміна міста». Перший режим запускається за замовчуванням у тому випадку, якщо гравець ще не вибрав керовану сім'ю. У режимі налаштування гри на ділянку можна помістити нову сім'ю з вибраного списку, або створити нову в редакторі персонажів. Обрана гравцем сім'я за замовчуванням стане керованою в даному містечку, навіть якщо гравець знаходиться в режимі редактора міста. У режимі зміни міста можна видаляти і будувати будь-які будівлі. Разом з оновленням була додана можливість розміщувати порожні ділянки на рівнинній локації та прикрашати її деревами з вуличними декораціями.
Вік створюваних персонажів може формуватися від малюка (англ. toddler) до старого. За допомогою повзунків можна вибрати бажаний відтінок шкіри від смаглявого до блідого, а також є широкий вибір зачісок, до яких можна вибирати будь-який колір з доступної палітри. Окрім цього, редактор дозволяє змінювати риси обличчя і статуру сіма від товстого до стрункого і від м'язистого до худорлявого. Для кожного персонажа вибирається життєва мета, до виконання якої він буде прагнути упродовж свого життя, а також риси його характеру, які в майбутньому вплинуть на поведінку і бажання сіма. Проте життєві цілі не впливають на загальний характер персонажа, як це було у The Sims 2. У базовій грі всього доступні 63 риси характеру. Кожному персонажу можна вибрати по 5 рис, проте вони не повинні суперечити одне одному, наприклад сім'янин/дітоненависник або душа компанії/одинак. При створенні відразу кількох персонажів, гравець може утворити родинний зв'язок між ними (наприклад, брат і сестра, батько і син) або шлюбні узи. У кожного персонажа в меню відносин можна подивитися його родинне дерево і побачити всіх родичів, у тому числі й померлих. Готову сім'ю можна поселити на порожній або готовій ділянці; в сім'ї не може бути більше восьми чоловік з домашніми улюбленцями.
Ділянки можуть бути житловими й громадськими. Сім живе на житловій ділянці й може відвідувати громадські місця, наприклад, щоб робити покупки або завести знайомства з новими персонажами. У режимі покупки гравець може набувати нові меблі або продавати наявну. У режимі будівництва гравець може будувати будинок або змінювати рельєф ділянки. Проте режим будівництва та покупки не доступний для ділянок, які не належать керованій родині. У режимі будівництва та покупки гравець може змінювати ділянку персонажа, облаштовувати її. Однак можливість будівництва та покупки нових меблів обмежена сімейним бюджетом. Будинки можна будувати практично будь-якого розміру і форми, меблі також виконані в різному стилі, від класики до мінімалізму. У третьому симуляторі впроваджений інструмент створення стилю, що дозволяє практично безмежно змінювати текстури об'єктів та їх відтінки.

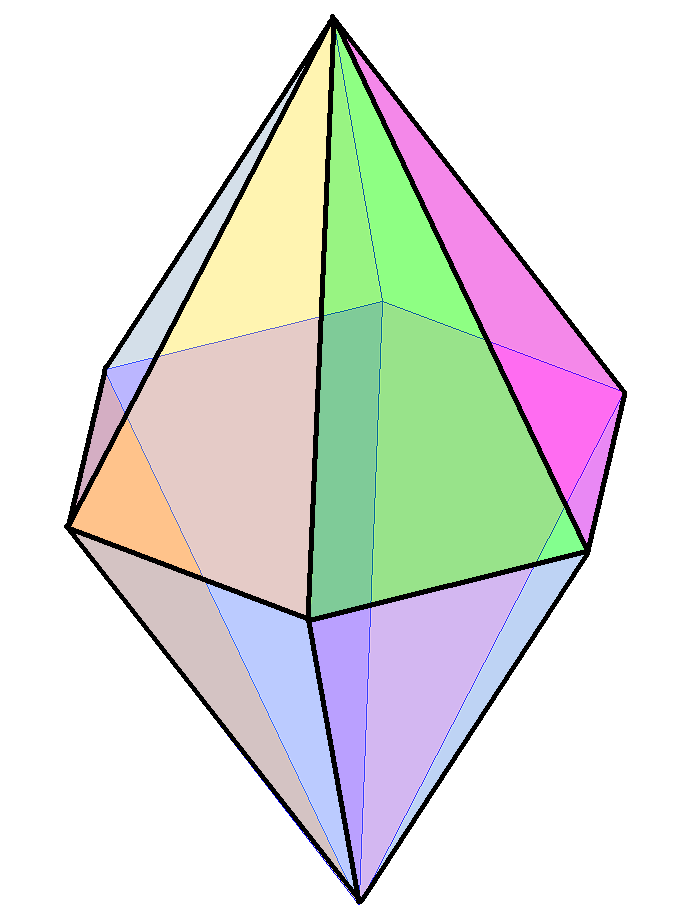
Над головою керованого персонажа «висить» «пламбоб» - кристал гексагональної біпірамідальної форми - колір якого також відображає настрій персонажа

У кожного керованого персонажа є шість шкал потреб, які періодично необхідно заповнювати. Найважливіші з них: забезпечення їжею, похід в туалет і сон. Якщо не задовольняти потреби персонажів, то вони будуть нещасними і навіть можуть померти. На загальний настрій персонажа впливають також його риси характеру: наприклад бруднуля не звертатиме увагу на смітник в будинку, а технофоб занервує, побачивши будь-яку електроніку. Також на настрій персонажа впливають події, що відбуваються навколо нього, так якщо персонаж, навіть із повними шкалами потреб зазнає невдачу в коханні, буде звільнений з роботи або переживе смерть рідного — в будь-якому випадку буде ходити в пригніченому настрої, і навпаки — голодний і втомлений персонаж, що тільки що виконав свою мрію, буде щасливим.
У кожного персонажа присутні бажання, тому одне з основних завдань гравця зводиться до їх виконання, за що сіми отримують так звані «бали щастя», на які, в свою чергу, можна придбати різні нагороди, що полегшують життя персонажа, або дають йому переваги у спілкуванні. Найбільшу кількість балів щастя сім отримує при виконанні своєї життєвої мети. тобто, якими будуть бажання, залежить від того, з яким характером був створений персонаж і яку життєву мету для нього було обрано: художник буде весь час думати про картини, а злодій — мріяти про чергові капості. Щоб бажання сіма збувалися, необхідно здійснювати певні дії, покращувати його навички і зміцнювати зв'язки з іншими персонажами.
У грі доступно безліч соціальних взаємодій з різними персонажами: від простої дружби і романтики до відкритої ворожнечі. Відносини у персонажів починаються з «нейтральних»; щоб їх поліпшити, необхідно спілкуватися з персонажем і здійснювати різні взаємодії, стежачи при цьому, щоб вони відповідали рівню розвитку відносин. Наприклад, якщо спробувати обійняти або поцілувати ледве знайомого персонажа, він, швидше за все, відмовить йому і відносини помітно погіршаться. Персонаж може навмисно ображати іншого сіма, при досягненні досить поганих стосунків можна влаштувати бійку. Також на ставлення впливають риси характеру: якщо персонажі будуть володіти протилежними рисами, то це помітно ускладнить їхнє спілкування. Злому персонажу за замовчуванням буде складніше подружитися з ким-небудь.
Інша мета гравця полягає у поповненні сімейних заощаджень керованої сім'ї, для чого персонаж повинен влаштуватись на роботу. Кожна професія розділена на 10 сходинок, і персонаж починає свою кар'єру з нижчої посади, маючи невелику погодинну зарплату. У грі використовується вигадана валюта, що має назву сімолеон. Для просування по кар'єрних сходах персонаж повинен розвивати навички, приходити на роботу в гарному настрої і покращувати відносини зі співпрацівниками. При досягненні вершини кар'єри персонажу стають доступні унікальні взаємодії.

### Нововведення
Одна з нових можливостей в грі полягає в тому, що персонаж може вільно переміщатися по місту. Гравець та його сім можуть відправитися в будь-яку точку міста, без очікування екрану завантаження (локації завантажуються «на льоту»; таким чином немає істотних затримок при переміщеннях, але, тим не менш, можуть спостерігатися проблеми з продуктивністю, які часто вдається вирішити шляхом зміни налаштувань якості зображення на мінімальні). Персонаж може пішки або за допомогою транспорту дістатися до будь-якої точки міста і вільно відвідувати інші ділянки. Деякі заклади, такі, як спорткомплекс, бібліотека або галерея повністю відкриті для відвідування, але решта закладів являють собою «кролячі нори», куди персонаж заходить і всередині за його діями більше не можна спостерігати. На відміну від другої частини, де під час керування однією сім'єю для інших персонажів час «зупинявся», у The Sims 3 «місто динамічно змінюється», тобто, сусіди вмирають, одружуються і народжують дітей, у порожні ділянки можуть в'їхати нові жителі або існуючі сім'ї можуть покинути ділянку. Зміна доби також була повністю перероблена, якщо в другій частині симулятора доба різко змінювалася вдень і вночі кожні 12 ігрових годин, то в The Sims 3 вона змінюється плавно. Гравець може спостерігати за світанком, сходом, рухом сонця, місяця, хмар та зірок. Також у грі всі вуличні рослини гойдаються, утворюючи ефект вітру, що відсутній у The Sims 2. Окрім того, одним з нововведень стала можливість колекціонування кам'яних порід, насіння і комах. Іншим нововведенням є інструмент зміни стилю, що дозволяє перефарбовувати будь-які об'єкти в одну з сотень доступних текстур. Якщо в The Sims 2 для кожного предмета був доступний обмежений вид фарбувань, то в The Sims 3 з'являється спеціальне «меню текстур», в якому фарбування діляться на кілька різних категорій: камінь, плитка, тканина, шкіра тощо. При зміні фарбування меблів, у грі за замовчуванням відкривається меню текстур, де гравець може вибрати будь-яке фарбування і наприклад надати дивану малюнок каменя або плитки. Крім цього, редактор дозволяє за допомогою палітри змінювати колір і контрастність фарбування. Це стосується і будь-якого одягу з аксесуарами, які носять персонажі. Для зміни кольору волосся і очей, також була впроваджена палітра, що дозволяє вибирати будь-який бажаний колір і його контрастність. Деталізація персонажів була помітно покращена, у них відсутні різкі кути, як у The Sims 2, але при цьому деталізація меблів і об'єктів стала трохи простіша.
Система настрою персонажа була удосконалена, і більше не залежить повністю від базових потреб. Зокрема на персонажа впливають так звані мудлети настрою, які він тимчасово отримує після якоїсь дії чи події, зелені мудлети (наприклад перший поцілунок, підвищення на роботі) позитивно впливають на загальний настрій персонажа, а червоні мудлети (наприклад страх темряви, образи іншим сімом) — навпаки, псують настрій. Система бажань і страхів була змінена і в третій частині були залишені тільки бажання, які гравець може видаляти.

## Розробка гри

### Концепція
Основною перевагою The Sims 3 повинен був стати відкритий ігровий світ, якого були позбавлені The Sims і The Sims 2. Метт Браун, член команди розробників, образно виразивсяː «Більше ніяких хом'ячих клітинок». Сам Род Хамбл зізнався, що «клаптевий світ» в The Sims 2 був її найсерйознішим недоліком. The Sims Studio почала працювати над концепцією відкритого віртуального світу — її складність полягала в тому, щоб віртуальні люди могли правильно взаємодіяти з іншими персонажами і з містом в цілому. Інша проблема полягала в тому, що новий симулятор з відкритим ігровим світом міг би стати великим тягарем для оперативної пам'яті простих комп'ютерів.
Ідея про створення відкритого ігрового світу існувала серед команди The Sims Studo ще до створення The Sims 2, проте від неї було вирішено одразу відмовитися і зробити перевагою майбутньої третьої частини, оскільки основна складність у розробці The Sims 2 полягала у створенні якісної графіки та анімації, що ще тоді було першим досвідом для команди. За словами розробників, одночасне заняття над графікою і відкритим світом призвело б до гострої нестачі часу з виділеними ресурсами, що б погано позначилося на загальній якості гри і ймовірно стало причиною її провалу. З технічної точки зору, завдання розробників полягало в розширенні єдиної ділянки до цілого району. Іншим нововведенням повинен був стати вдосконалений інтелект персонажів (система характеру і взаємин були повністю перероблені) і більш природний навколишній простір. За словами Рода Хамбла, на команду розробників була покладена велика відповідальність — створити хорошу і цікаву гру, оскільки EA Games розраховувала отримувати від майбутнього симулятора найбільші грошові доходи.
Перед розробкою, команда вирішила протягом декількох місяців поспілкуватися з деякими гравцями, щоб краще зрозуміти, що найбільше їм подобалося і не подобалося в попередніх частинах The Sims, і які нововведення фанати бажають бачити в базовому геймплеї третього симулятора. В одному з інтерв'ю Род Хамбл зізнався, що до 80% — 90% всіх ідей, втілюваних у грі, були колись запропоновані фанатами. Розробники регулярно читають коментарі, залишені у численних фанатських інтернет-спільнотах або самі ж зв'язуються з деякими гравцями. За словами Рода Хамбла, фанатська аудиторія The Sims сильно відрізняється від аудиторії більшості ігорː насамперед меншою агресією, здоровою атмосферою, що панує всередині спільноти і великою часткою творчих особистостей. Бен Белл, керівник проекту The Sims 3, поділив гравців умовно на 4 категоріїː ті, хто любить розвивати історії персонажів; будувати будинки; експериментатори — любителі створювати неприємні ситуації для персонажів і прагнуть до досягнення ігрових цілей. Розробникам приємно бачити, як гравці роблять безліч цікавих будівель і персонажів, а також за допомогою сторонніх програм, створюють тисячі додаткових матеріалів, що роблять симулятор красивішим і цікавішим. Особливий інтерес команда Maxis проявляє до різних машинім, що створюються на основі відео з The Sims, хоча зробити якісне і цікаве відео вкрай складно, деякі відеоролики стали шедеврами і були переглянуті сотнями тисячами людей. Род Хамбл особисто зазначив, що для Maxis дуже важливо, щоб симулятор продовжував залишатися полем творчості для тисячі гравців і тому в The Sims 3 було приділено особливу увагу інструментам будівництва та зміни персонажа.

### Процес розробки
Розробка The Sims 3 велася в студії The Sims Studio, у місті Редвуд-Сіті, розташованому в окрузі Сан-Матео, штат Каліфорнія, під керівництвом Рода Хамбла протягом трьох років це також перша гра серії The Sims , у створенні якої не брав участі Вілл Райт — основоположник серії, який пішов раніше через розбіжності з EA Games, стосовно цінової політики The Sims 2.

Зображення з ранньої, двовимірної версії гри, в процесі її розробки

При роботі над базовим ігровим процесом та поведінкою сімів в умовах відкритого світу, були використані двомірні моделі персонажів і будівель без анімації, для швидшої роботи з комп'ютерами та економії часу. Розробники займалися водночас кількома різними моделями поведінки персонажів, більшість з яких, зрештою, не виправдали себе і стали причиною виникнення кумедних або навіть тупикових сценаріїв, пов'язаних зі взаємовідносинами персонажів, деякі прототипи не «доживали і двох днів». Наприклад, одна з головних проблем полягала у «ефекті натовпу», щоб персонажі, у великих кількостях, могли правильно переміщатися по тротуару і пропускати один одного, проте за словами Рода Хамбла, завдяки роботі над подібними помилками і недоліками, розробникам вдалося удосконалити прототип геймлею та усунути безліч недоліків, які з першого погляду неможливо було б помітити. Наприклад ,виникнення ситуації, коли персонаж відсутній на роботі, а його неприбрана книга лежить на підлозі, що неодмінно почне дратувати гравця, оскільки він захоче прибрати її без допомоги персонажа. У результаті в гру було вирішено впровадити інструмент «живого переміщення», що дозволяє за допомогою захоплення мишкою перетягувати деякі об'єкти в режимі життя, наприклад, переміщати стару газету в сміттєвий бак, не задіявши при цьому сіма.
Під час роботи над грою, команда створювала сотні ситуацій всередині маленького суспільства віртуальних людей, наприклад, як буде жити і взаємодіяти персонаж з рештою, якщо в містечку всі його ненавидять, або ж навпаки, поважають і обожнюють. Крім цього, розробники вивчали і покращували різні емоційні реакції сімів, намагаючись зробити їх якомога ближче до людських. Наприклад, один з експериментів включав в себе невеликий простір з великою кількістю персонажів у декількох кімнатах. У кожній кімнаті може знаходитися по одному сіму, що залучає до себе увагу інших персонажів. У процесі експерименту в одній кімнаті могли з'являтися 2 сіми, в результаті вони починали боротися один з одним за увагу інших, що, залежно від особистих якостей супротивників, іноді могло кінчатися драматичними наслідками. В іншій ситуації персонаж не знав, до якої групи він може приєднатися і починав кидатися з боку в бік. Іноді команда розважалася, і створювала примітні ситуації, наприклад влаштовуючи «полювання на відьом», роблячи одного персонажа умовно «відьмою», а інші сіми повинні були переслідувати або уникати даного персонажа. Для цього задавалися параметри дискримінації, після чого персонажі могли самі знаходити серед інших сімів тих, хто підходить під визначення «відьми», і починати самостійно навішувати ярлики. За словами команди, незважаючи на «очевидну дурість експерименту», навіть такі речі допомагали виявити нові соціологічні аспекти сімів, і поліпшити взаємини особистості та суспільства у створеному віртуальному світі симулятора.
Двомірний прототип симулятора включав в себе приблизно 60 різних ділянок, у багатьох з яких жила певна сім'я. Ще при створенні двомірної гри, команда дизайнерів уже активно займалася створенням графічного тривимірного рушія майбутнього симулятора. Оскільки робота над прототипом зачіпала лише «режим життя персонажів», то дизайнери були зосереджені на створенні редактора будівництва ділянки та інших інструментів, що дозволяють змінювати фарбування об'єктів, одягу, зовнішність сімів та інших речей. Коли розробка гри була завершена, команда The Sims Studio була дуже задоволена неюː Род Хамбл особисто зазначив, що симулятор можна було б уже випускати і багатьом гравцям він би сподобався. Окрім цього Хамбл зазначив, що в базовій грі можна буде жити в квартирах, однак у випущеному симуляторі така можливість була відсутня і пізніше була додана з доповненням «The Sims 3: У сутінках». Команда The Sims Studios крім усього, хотіла впровадити в The Sims 3 функцію багатокористувацької гри, що дозволяє в режимі реального часу грати разом з сімами інших гравців, однак у підсумку було вирішено відмовитися від даної ідеї.
Одна з головних цілей розробників полягала в доданні новій грі реалістичності навколишнього світу, хоча такі спроби були частково втілені в деяких доповненнях для The Sims 2, наприклад, The Sims 2: Пори року і The Sims 2: Інтереси, а також у створенні умов, за яких гравець більше не буде змушений стежити більшу частину часу за базовими потребами персонажа. Щоб зробити геймплей цікавішим, було вирішено ввести систему завдань-квестів, за виконання яких персонаж може отримати різні нагороди. Коли гра проходила бета-тестування, команда запрошувала в свою студію безліч гравців The Sims 2, щоб ті могли вказати на недоліки нового симулятора і виявити в ньому недоліки, не помічені розробниками. Згодом було вирішено ще більше скоротити час завантаження симулятора і значно розширити опцію, що дозволяє змінювати колір ігрових об'єктів майже до безмежності, використовуючи вбудовану палітру «Color Picker». Вілл Райт, попередній геймдизайнер ігор-симуляторів, перед відходом прагнув, щоб в третій частині залишили 99% меблів і декору з The Sims 2, в результаті розробники вирішили залишити деякі предмети з попередньої частини.
У третій частині команда розробників ввела можливість змінювати вагу персонажаː від худого, до огрядного, при цьому команда виключила можливість насмішок над занадто худим або товстим сімом, зробивши це лише зовнішньою рисою, що не впливає на ігровий процес, оскільки за словами розробників, вони не ставили перед собою мету «насміхалися над вагою». При створенні анімації персонажів, була використана техніка захоплення руху, для яких позували дизайнери і розробники симулятора, після чого на основі оцифрованого відео на комп'ютері створювалися готові рухи персонажів. Спочатку, за численними бажанням фанатів, симулятор було вирішено зробити еротичнішим і розкутішим у порівнянні з The Sims 2, проте згодом розробники утрималися від ідеї, оскільки гра могла б отримати дорослі рейтинги, що в свою чергу відштовхнуло б безліч гравців-дітей від покупки майбутнього симулятора або спричинило б за собою ймовірні скандали.
Враховуючи побажання гравців, розробники вирішили також більше зосередитися на різних видах смерті і особливо привидів, якщо в другій частині гри, примари представляли собою ефемерних істот, то в третій частині персонаж після смерті як би переживає «реінкарнацію», а самих привидів було вирішено зробити «дуже живими», до такої міри, що ними можна керувати і заводити від них дітей. Незважаючи на це, під час розробки третьої частини, серед фанатів поповзли чутки, що з нової гри зовсім можуть виключити всі види смерті з міркувань жорстокості, однак чутки були невиправданими.

### Риси характеру
При розробці гри, особливу увагу було приділено зміні моделі настрою персонажа, щоб базові потреби лише частково впливали на його загальний настрій, на відміну від The Sims 2. За задумом команди розробників, значну роль в настрої сіма повинні були відігравати події, що відбуваються навколо нього, наприклад, успіх на роботі, самореалізація, спілкування з іншими персонажами, статус та інше. За зразок розробники взяли Піраміду потреб по Маслоу. Також було вирішено повністю переробити систему характерів персонажа, і позбутися від так званих «шкал особистості», оскільки при наявності даних шкал, можна було задіяти малу кількість унікальних рухів, прив'язаних до певних рис характеру. Іншою причиною на користь відмови від шкал особистостей послужив факт їхньої «розмитості», наприклад, різниця між 2 і 3 балами з 10-ти в шкалі «нечупара-чистюля» була на стільки незначною, що в загальному гравці не помічали змін у поведінці сіма, через що багато користувачів часто самі не розуміли, як створити персонажа з бажаним характером і шукали відповіді на запитання в інтернеті, зокрема на аматорських сайтах і форумах, присвячених грі The Sims. При створенні The Sims 3, Рей Мазза — один з розробників симулятора, вивчав героїв з кінодраматургії і помітив, що вони часто мають індивідуальні та неповторні риси особистості, тобто немає ніякої «розмитості». Згодом було вирішено створити безліч різних рис характеру, не прив'язаних до шкал, кожна з яких повинна була відрізнятися своїми унікальними якостями. Прототипом для цього також послужили риси характеру вихованців з The Sims 2, де тварини, при дресируванні набували нові якості, такі, як наприклад «не пісяти вдома», «бути доброзичливим», «не кусатися» тощо.
Для того, щоб створити основний список рис характеру, було проведено опитування серед обраного кола людей. Кожен з групи відповідав, якими передбачуваними якостями він володіє. Інші риси характеру розробники додали, будучи натхненними вчинками деяких героїв з телесеріалів: наприклад, риси характеру «ощадливий» і «жебрак» були перейняті у персонажа  Джорджа Костанзо з телесеріалу Сайнфелд, зокрема з епізоду, де Джордж перед своїм весіллям вирішує купити найдешевші запрошувальні листівки і в результаті його наречена вмирає, після того, як злизала надто багато отруйного клею з листівок. Натхненником для риси характеру «злий» послужив персонаж з мультсеріалу «Сімпсони» — Містер Бернс, який усіма способами прагне збільшити свій грошовий статок і не гребує заради цього вдатися до найжорстокіших і нелюдських методів.
Після того, як загальний список особистостей був складений, розробники прийшли до висновку, що деякі риси характеру суперечать одне одному, що в майбутньому може викликати конфлікт у діях персонажів. Тому було вирішено ввести обмеження у виборі характерів, наприклад, злий персонаж не може одночасно бути добрим, а одинак - душею компанії. Деякі риси характеру були дуже схожими один на одного і їх було вирішено з'єднати, такі як, наприклад, впевненість і відважність. Спочатку в симулятор було вирішено ввести систему балів, так наприклад за позитивні риси характеру віднімалися бали, а за негативні — назад поверталися. Таким чином гравець міг дати персонажу безмежну кількість рис характеру, за умови, що половина з них будуть поганими. Згодом розробники дійшли до висновку, що це занадто жорстокий підхід і вирішили виключити систему балів, даючи можливість гравцю за своїм бажанням вибирати риси характеру, але оскільки за словами Рея Мазза, гравці часто схильні зловживати в ситуаціях, де немає обмежень, було вирішено обмежити загальну кількість доступних рис характеру для кожного персонажа до п'яти. У гру планувалося додати рису характеру — дальтонік, при цьому гравець міг би сам налаштовувати ті кольори, які сім не може бачити. Пізніше, при управлінні персонажем-дальтоніком, ігровий світ перефарбовувався б у ті кольори, які бачить сам сім. Згодом від такої особливості було вирішено відмовитися через технічні труднощі.
Окрім цього було вирішено впровадити декілька нових типів відносин між сімами, що утворюють чітку грань між дружбою та любов'ю, на відміну від The Sims і The Sims 2, де технічно любовні відносини були підвидом дружніх, щоб уникнути поширеної помилки з попередніх частин, коли сім міг раптово стати коханцем старого друга, випадково використавши одне романтичне взаємовідношення.

## Версії та випуски

### Персональні комп'ютери
Уперше про розробку третьої частини симулятора стало відомо в 2006 році, після того, як на двох сайтах, присвячених дизайну нових комп'ютерних ігор: Gamma Ray і Feng Zhu Design — додали назву The Sims 3 у список майбутніх до випуску комп'ютерних ігор. Незважаючи на те, що інформація на обох сайтах була видалена через кілька днів, це швидко розповсюдило чутки про майбутній вихід третьої частини симулятора. Чутки були офіційно підтверджені в 2007 році. Розробники також натякнули, що світ і пересування персонажів у The Sims 3 стануть більш «вільними», а також команда Maxis оголосила, що через активну розробку третього симулятора, в 2008 році буде менше випускатися розширень до The Sims 2. Гру планувалося випустити до початку 2009 року. У передостанньому доповненні The Sims 2: Інтереси, до кожної ділянки з керованою сім'єю один раз підходив персонаж на ім'я Род Хамбл, залишаючи в подарунок комп'ютер з рекламою The Sims 3. Пізніше реклама третього симулятора також з'явилася у Spore і The Sims 2: Переїзд у квартиру. Офіційний анонс про майбутній випуск гри відбувся 19 березня 2008. Після анонсу в березні 2008 року був відкритий офіційний сайт, присвячений третій частині симулятора. Новий сайт розповідав невеликі подробиці про ігровий процес симулятора, його нові особливості і про те, що за окрему плату можна буде отримати VIP-підписку, завдяки якій гравець буде отримувати ексклюзивні матеріали та оновлення, раніше за простих гравців. Відвідувач при реєстрації міг вибрати собі віртуального сіма — Сім-приятеля, який подорожував по сайту разом з користувачем і потроху розповідав про нові взаємини персонажів. Користувач міг вибрати одного з шести обраних персонажів. Також розробниками була безкоштовно випущена міні-гра SimСоціум, де гравець може керувати вчинками персонажа. 8 травня було оголошено, що розробники закінчили стадію бета-тестування симулятора. 15 липня того ж року в інтернеті, невідомим джерелом були опубліковані 7 зображень з гри, 4 з яких були незабаром видалені, проте до того моменту копії зображень з'явилися в безлічі інших сайтів та форумів.
Деякі гравці після перегляду зображень майбутнього симулятора висловлювали побоювання, що показане там місто — це лише «потьомкінські села», проте розробники спростували чутки після того, як представники EA Games на закритій зустрічі продемонстрували елементи геймплею нової гри команді журналістів ігрового порталу IGN. Серед інших побоювань було те, що на The Sims 3 можуть накласти технічний захист авторських прав — DRM, через який у гравців Spore, попередньої новинки від студії Maxis, виникли серйозні проблеми у вигляді того, що симулятор можна було встановити на комп'ютери лише три рази або для його завантаження вимагалось підключення до мережі. Род Хамбл особисто пообіцяв, що у гри буде така ж ліцензія, як і у другого симулятора, тобто для запуску The Sims 3 буде вимагатися вставка ліцензійного диска, а кількість установок може бути безмежною.
The Sims 3 була продемонстрована на виставці Electronic Entertainment Expo в 2008 році, де посіла 4-е місце в списку найбільш очікуваних ігор. На виставці був показаний перший офіційний трейлер до гри, який демонструє будинок холостяка, що самотньо стоїть посеред порожньої локації (типовий недолік з The Sims 2). Коли мешканець будинку виходить на вулицю, він на свій подив помічає, що знаходиться посеред житлового кварталу, бачачи численних сусідів, що займаються різними справами на своїх ділянках, що гуляють по тротуарах і пішки вирушають у центр міста. Новий ролик сильно вразив багатьох гравців, особливо фанатів The Sims 2. У серпні 2008 року EA Games оголосила, що офіційний випуск The Sims 3 відбудеться 20 лютого 2009 року, і крім звичайного видання паралельно буде випускатися «The Sims 3: Колекційне видання», яке можна буде придбати за більш високу плату. Розширене видання крім упаковки з базовою грою міститиме в собі USB-флеш-накопичувач і свічник у формі пламбоба. Для тих, хто зробить передзамовлення The Sims 3, для завантаження будуть доступні бонусні об'єкти для гри. На початку лютого 2009 року стало відомо, що дата випуску гри відкладається на 2 червня того ж року. Передбачалося, що перенесення виходу було пов'язане з багатомільйонними збитками в компанії EA Games. Пізніше розробники відповіли, що перенесення пов'язане з необхідністю ще трохи допрацювати гру і додатково протестувати її на наявність помилок і недоліків, оскільки EA Games зробила величезну ставку на майбутні високі доходи від продажу The Sims 3. 21 серпня 2008 демо-версія гри була представлена в Лейпцигу, Німеччина, на заході — Games Convention, де відвідувачі могли ознайомитися з новим ігровим процесом третього симулятора, редактором створення персонажів і редактором стилю.
The Sims 3 була випущена 2 липня 2009 для операційних систем Windows і mac OS. Випуск симулятора урочисто відбувся у Сінгапурі, за підтримки філії EA Games в новому торговому центрі Mall Lluma. Рання версія гри містила в собі безліч помилок та глюків, наприклад, тіло дитини раптово набувало нелюдську форму, а персонажі могли часто «застрявати в текстурах». У деяких країнах симулятор випускався під іншими назвами: так наприклад у Німеччині гра вийшла під назвою Die Sims 3, в Іспанії, як Los Sims 3, Франції — Les Sims 3, Нідерландах — De Sims 3, Японії — дзя Сімудзу 3 (яп. ザ · シ ム ズ 3?), Південній Кореї — Сімджи 3 (кор. 심즈 3) та Китаї під назвою Moні Шимінь (кит. упр. 模擬 市民 3 ). За чотири наступні роки для The Sims 3 вило випущено 11 доповнень, перше з яких The Sims 3: Світ пригод (англ. The Sims 3: World Adventures) було випущено 17 листопада 2009, а останнєː The Sims 3: Вперед у майбутнє (англ. The Sims 3: Into the Future) — 22 жовтня 2013 року, крім цього до гри були випущені 9 каталогів і особливі видання з містечками. Також до симулятору було випущено безліч різних збірок. Відомо, що в одному з доповнень розробники збиралися додати супергероїв, згодом ідея була частково втілена в кар'єрі детектива одного з доповнень.
У січні 2011 року The Sims 3 стала доступною для покупки в онлайн-магазині Steam, де також можна було відразу купити збірник The Sims 3: Ultimate Bundle, що містить у собі 3 перших доповнення та 2 каталоги.

### Для телефонів
У 2009-2010-х роках було створено низку Java ME-ігор для стільникових телефонів, які представляють собою прості двовимірні ігри, стилізовані під The Sims 3 та її доповнення, але з сильно спрощеним геймлеем. 22 травня 2009 року була випущена мобільна версія The Sims 3, створена на платформі Java для мобільних телефонів. Гравець повинен керувати персонажем, задовольняти його базові потреби, підвищувати навички, облаштовувати будинок і знайомитися з новими персонажами. Друга гра — The Sims 3: Ambitions була випущена 12 квітня 2010 року, гравець повинен вибрати для персонажа відповідну професію (супер-зірка, артист, спортсмен і дизайнер) і безпосередньо керувати ним під час роботи. У грі доступний широкий вибір одягу, є також безліч квестів і міні-ігор. 2 листопада 2010 року була випущена гра під назвою The Sims 3: World Adventures, де персонаж може відправитися в Китай, Єгипет або Францію, проходячи там різні квести. У симуляторі потрібно виконати загалом 50 різних цілей, також тут доступні 4 міні-гри. Четверта гра — The Sims 3: Supernatural була випущена 29 червня 2012 року. Гра пропонує міні-квести, пов'язані із над-природними силами, аксесуари чарівної і готичної тематики, а також нова можливість завести повноцінну сім'ю. Останній мобільний симулятор The Sims 3: Winter Edition був випущений 29 листопада 2013 і представляє засніжене містечко напередодні різдва.
За даними абонентів українських операторів мобільного зв'язку «Київстар» та Djuice в 2010 році, мобільна версія The Sims 3 посіла друге місце за кількістю завантажень, поступившись лише грі Гаррі Поттер і дари смерті і випередивши Need for Speed: Hot Pursuit.

## Доповнення (Expansion Packs)
- The Sims 3: World Adventures. Дата виходу: 17 листопада 2009 p..
- The Sims 3: Ambitions. Дата виходу: 1 червня 2010 p..
- The Sims 3: Late Night. Дата виходу: 26 жовтня 2010 p..
- The Sims 3: Generations. Дата виходу: 31 травня 2011 p..
- The Sims 3: Pets. Дата виходу: 18 жовтня 2011 p..
- The Sims 3: Showtime. Дата виходу: 6 березня 2012 p..
- The Sims 3: Supernatural. Дата виходу: 4 вересня 2012 p..
- The Sims 3: Seasons. Дата виходу: 13 листопада 2012 p..
- The Sims 3: University Life. Дата виходу: 5 березня 2013 p..
- The Sims 3: Island Paradise. Дата виходу: 25 червня 2013 p..
- The Sims 3: Into the Future. Дата виходу: 22 жовтня 2013 p..

## Каталоги (Stuff Packs)
- The Sims 3: High-End Loft Stuff. Дата виходу: 2 лютого 2010 p..
- The Sims 3: Fast Lane Stuff . Дата виходу: 7 вересня 2010 p..
- The Sims 3: Outdoor Living Stuff. Дата виходу: 1 лютого 2011 p..
- The Sims 3: Town Life Stuff. Дата виходу: 26 липня 2011 p..
- The Sims 3: Master Suite Stuff. Дата виходу: 24 січня 2012 p..
- The Sims 3: Katy Perry’s Sweet Treats. Дата виходу: 4 червня 2012 p..
- The Sims 3: Diesel For Successful Living Stuff. Дата виходу: 10 липня 2012 p..

## Спеціальні The Sims 3 та різні маленькі доповнення
Ви можете придбати спеціальну версію гри Sims 3. Вона містить в собі гру, флешку на 2Гб, та інші різні, маленькі предмети для фанів гри.
На офіційному сайті за гроші ви можете придбати різні речі для гри, новий одяг, меблі, зачіски.